# Любенова Махала
Лю́бенова Махала́ (болг. Любенова махала) — село в Сливенській області Болгарії. Входить до складу общини Нова Загора.

## Населення
За даними перепису населення 2011 року у селі проживали 975 осіб.
Національний склад населення села:
| Національність   | Кількість осіб | Відсоток |
| ---------------- | -------------- | -------- |
| болгари          | 707            | 88,2 %   |
| турки            | 88             | 11,0 %   |
| цигани           | 5              | 0,6 %    |
| Всього відповіли | 802            |          |

Розподіл населення за віком у 2011 році:
Динаміка населення: